# Kvalifikace na Mistrovství světa ve fotbale 2006 (UEFA) – skupina 7
Zápasy této kvalifikační skupiny na Mistrovství světa ve fotbale 2006 se konaly v letech 2004 a 2005. Ze šesti účastníků si postup na závěrečný turnaj vybojoval vítěz skupiny. Celek na druhém místě v závislosti na žebříčku týmů na druhých místech buď také přímo postoupil (v případě, že byl mezi dvěma nejlepšími), nebo hrál baráž.

## Tabulka
| Tým                 | Z  | V | R | P  | GV | GI | +/- | B  |
| ------------------- | -- | - | - | -- | -- | -- | --- | -- |
| Srbsko a Černá Hora | 10 | 6 | 4 | 0  | 16 | 1  | +15 | 22 |
| Španělsko           | 10 | 5 | 5 | 0  | 19 | 3  | +16 | 20 |
| Bosna a Hercegovina | 10 | 4 | 4 | 2  | 12 | 9  | +3  | 16 |
| Belgie              | 10 | 3 | 3 | 4  | 16 | 11 | +5  | 12 |
| Litva               | 10 | 2 | 4 | 4  | 8  | 9  | -1  | 10 |
| San Marino          | 10 | 0 | 0 | 10 | 2  | 40 | -38 | 0  |

## Zápasy
| 4. září 2004 20:15 |          |                |                                                                                     |
| Belgie             | 1 – 1    | Litva          | Stade du Pays de Charleroi, Charleroi diváci: 19 218 rozhodčí: Loizos Loizou (Kypr) |
| Sonck 61'          | (Report) | Jankauskas 73' | Stade du Pays de Charleroi, Charleroi diváci: 19 218 rozhodčí: Loizos Loizou (Kypr) |

| 4. září 2004 20:30 |          |                             |                                                                                      |
| San Marino         | 0 – 3    | Srbsko a Černá Hora         | Stadio Olimpico, Serravalle diváci: 1 137 rozhodčí: Akmalkhan Kholmatov (Kazachstán) |
|                    | (Report) | Vukić 4' Jestrović 15', 83' | Stadio Olimpico, Serravalle diváci: 1 137 rozhodčí: Akmalkhan Kholmatov (Kazachstán) |

| 8. září 2004 19:15                                 |          |            |                                                                                         |
| Litva                                              | 4 – 0    | San Marino | S. Darius and S. Girėnas Stadium, Kaunas diváci: 4 000 rozhodčí: Sokol Jareci (Albánie) |
| Jankauskas 18', 50' Danilevičius 65' Gedgaudas 92' | (Report) |            | S. Darius and S. Girėnas Stadium, Kaunas diváci: 4 000 rozhodčí: Sokol Jareci (Albánie) |

| 8. září 2004 20:15  |          |             |                                                                          |
| Bosna a Hercegovina | 1 – 1    | Španělsko   | Bilino Polje, Zenica diváci: 14 380 rozhodčí: Massimo De Santis (Itálie) |
| Bolić 79'           | (Report) | Vicente 65' | Bilino Polje, Zenica diváci: 14 380 rozhodčí: Massimo De Santis (Itálie) |

| 9. října 2004 20:15 |          |                     |                                                                                            |
| Bosna a Hercegovina | 0 – 0    | Srbsko a Černá Hora | Asim Ferhatović Hase Stadium, Sarajevo diváci: 22 440 rozhodčí: Gilles Veissière (Francie) |
|                     | (Report) |                     | Asim Ferhatović Hase Stadium, Sarajevo diváci: 22 440 rozhodčí: Gilles Veissière (Francie) |

| 9. října 2004 21:45 |          |        |                                                                                      |
| Španělsko           | 2 – 0    | Belgie | Estadio El Sardinero, Santander diváci: 17 000 rozhodčí: Kim Milton Nielsen (Dánsko) |
| Luque 60' Raúl 65'  | (Report) |        | Estadio El Sardinero, Santander diváci: 17 000 rozhodčí: Kim Milton Nielsen (Dánsko) |

| 13. října 2004 20:00                                   |          |            |                                                                                          |
| Srbsko a Černá Hora                                    | 5 – 0    | San Marino | Stadion Crvena Zvezda, Bělehrad diváci: 4 000 rozhodčí: Lassin Isaksen (Faerské ostrovy) |
| Milošević 35' Stanković 46', 50' Koroman 53' Vukić 69' | (Report) |            | Stadion Crvena Zvezda, Bělehrad diváci: 4 000 rozhodčí: Lassin Isaksen (Faerské ostrovy) |

| 13. října 2004 21:15 |          |           |                                                                         |
| Litva                | 0 – 0    | Španělsko | Žalgiris Stadium, Vilnius diváci: 9 114 rozhodčí: Éric Poulat (Francie) |
|                      | (Report) |           | Žalgiris Stadium, Vilnius diváci: 9 114 rozhodčí: Éric Poulat (Francie) |

| 17. listopadu 2004 20:15 |          |                     |                                                                                   |
| Belgie                   | 0 – 2    | Srbsko a Černá Hora | King Baudouin Stadium, Brusel diváci: 28 350 rozhodčí: Peter Fröjdfeldt (Švédsko) |
|                          | (Report) | Vukić 7' Kežman 60' | King Baudouin Stadium, Brusel diváci: 28 350 rozhodčí: Peter Fröjdfeldt (Švédsko) |

| 17. listopadu 2004 20:30 |          |                   |                                                                                |
| San Marino               | 0 – 1    | Litva             | Stadio Olimpico, Serravalle diváci: 1 457 rozhodčí: Karen Nalbandyan (Arménie) |
|                          | (Report) | D. Česnauskis 41' | Stadio Olimpico, Serravalle diváci: 1 457 rozhodčí: Karen Nalbandyan (Arménie) |

| 9. února 2005 21:45                                    |          |            |                                                                                             |
| Španělsko                                              | 5 – 0    | San Marino | Estadio de los Juegos Mediterráneos, Almería diváci: 12 580 rozhodčí: Kenny Clark (Skotsko) |
| Joaquín 15' Torres 32' Raúl 42' Guti 61' del Horno 75' | (Report) |            | Estadio de los Juegos Mediterráneos, Almería diváci: 12 580 rozhodčí: Kenny Clark (Skotsko) |

| 26. března 2005 20:15                     |          |                     |                                                                                    |
| Belgie                                    | 4 – 1    | Bosna a Hercegovina | King Baudouin Stadium, Brusel diváci: 36 700 rozhodčí: Vladimír Hriňák (Slovensko) |
| É. Mpenza 15', 54' Daerden 44' Buffel 77' | (Report) | Bajramović 1'       | King Baudouin Stadium, Brusel diváci: 36 700 rozhodčí: Vladimír Hriňák (Slovensko) |

| 30. března 2005 20:00 |          |                  |                                                                                      |
| Bosna a Hercegovina   | 1 – 1    | Litva            | Asim Ferhatović Hase Stadium, Sarajevo diváci: 6 000 rozhodčí: Yuri Baskakov (Rusko) |
| Misimović 21'         | (Report) | Stankevičius 60' | Asim Ferhatović Hase Stadium, Sarajevo diváci: 6 000 rozhodčí: Yuri Baskakov (Rusko) |

| 30. března 2005 20:30 |          |                                  |                                                                              |
| San Marino            | 1 – 2    | Belgie                           | Stadio Olimpico, Serravalle diváci: 871 rozhodčí: Giorgos Kasnaferis (Řecko) |
| A. Selva 41'          | (Report) | Simons 18' (pen.) Van Buyten 65' | Stadio Olimpico, Serravalle diváci: 871 rozhodčí: Giorgos Kasnaferis (Řecko) |

| 30. března 2005 21:00 |          |           |                                                                                      |
| Srbsko a Černá Hora   | 0 – 0    | Španělsko | Stadion Crvena Zvezda, Bělehrad diváci: 48 910 rozhodčí: Massimo Busacca (Švýcarsko) |
|                       | (Report) |           | Stadion Crvena Zvezda, Bělehrad diváci: 48 910 rozhodčí: Massimo Busacca (Švýcarsko) |

| 4. června 2005 20:15 |          |        |                                                                                  |
| Srbsko a Černá Hora  | 0 – 0    | Belgie | Stadion Crvena Zvezda, Bělehrad diváci: 16 662 rozhodčí: Valentin Ivanov (Rusko) |
|                      | (Report) |        | Stadion Crvena Zvezda, Bělehrad diváci: 16 662 rozhodčí: Valentin Ivanov (Rusko) |

| 4. června 2005 20:30 |          |                                    |                                                                             |
| San Marino           | 1 – 3    | Bosna a Hercegovina                | Stadio Olimpico, Serravalle diváci: 750 rozhodčí: Bülent Demirlek (Turecko) |
| A. Selva 39'         | (Report) | Salihamidžić 17', 38' Barbarez 75' | Stadio Olimpico, Serravalle diváci: 750 rozhodčí: Bülent Demirlek (Turecko) |

| 4. června 2005 21:30 |          |       |                                                                             |
| Španělsko            | 1 – 0    | Litva | Estadio Mestalla, Valencia diváci: 25 000 rozhodčí: Stefano Farina (Itálie) |
| Luque 68'            | (Report) |       | Estadio Mestalla, Valencia diváci: 25 000 rozhodčí: Stefano Farina (Itálie) |

| 8. června 2005 22:00 |          |                     |                                                                            |
| Španělsko            | 1 – 1    | Bosna a Hercegovina | Estadio Mestalla, Valencia diváci: 38 041 rozhodčí: Steve Bennett (Anglie) |
| Marchena 96'         | (Report) | Misimović 39'       | Estadio Mestalla, Valencia diváci: 38 041 rozhodčí: Steve Bennett (Anglie) |

| 3. září 2005 20:15  |          |        |                                                                                  |
| Bosna a Hercegovina | 1 – 0    | Belgie | Bilino Polje, Zenica diváci: 12 000 rozhodčí: Olegário Benquerença (Portugalsko) |
| Barbarez 62'        | (Report) |        | Bilino Polje, Zenica diváci: 12 000 rozhodčí: Olegário Benquerença (Portugalsko) |

| 3. září 2005 20:30  |          |       |                                                                                      |
| Srbsko a Černá Hora | 2 – 0    | Litva | Stadion Crvena Zvezda, Bělehrad diváci: 20 203 rozhodčí: Kim Milton Nielsen (Dánsko) |
| Kežman 18' Ilić 74' | (Report) |       | Stadion Crvena Zvezda, Bělehrad diváci: 20 203 rozhodčí: Kim Milton Nielsen (Dánsko) |

| 7. září 2005 20:00 |          |                     |                                                                            |
| Litva              | 0 – 1    | Bosna a Hercegovina | Žalgiris Stadium, Vilnius diváci: 4 000 rozhodčí: Viktor Kassai (Maďarsko) |
|                    | (Report) | Barbarez 28'        | Žalgiris Stadium, Vilnius diváci: 4 000 rozhodčí: Viktor Kassai (Maďarsko) |

| 7. září 2005 20:30                                                                              |          |            |                                                                        |
| Belgie                                                                                          | 8 – 0    | San Marino | Olympisch Stadion, Antverpy diváci: 8 207 rozhodčí: Ian Stokes (Irsko) |
| Simons 34' (pen.) Daerden 39', 67' Buffel 44' M. Mpenza 52', 71' Vandenbergh 53' Van Buyten 83' | (Report) |            | Olympisch Stadion, Antverpy diváci: 8 207 rozhodčí: Ian Stokes (Irsko) |

| 7. září 2005 22:00 |          |                     |                                                                                |
| Španělsko          | 1 – 1    | Srbsko a Černá Hora | Vicente Calderón Stadium, Madrid diváci: 51 491 rozhodčí: Graham Poll (Anglie) |
| Raúl 19'           | (Report) | Kežman 68'          | Vicente Calderón Stadium, Madrid diváci: 51 491 rozhodčí: Graham Poll (Anglie) |

| 8. října 2005 20:00 |          |                      |                                                                             |
| Litva               | 0 – 2    | Srbsko a Černá Hora  | Žalgiris Stadium, Vilnius diváci: 1 500 rozhodčí: Jan Wegereef (Nizozemsko) |
|                     | (Report) | Kežman 44' Vukić 85' | Žalgiris Stadium, Vilnius diváci: 1 500 rozhodčí: Jan Wegereef (Nizozemsko) |

| 8. října 2005 20:00 |          |            |                                                                        |
| Bosna a Hercegovina | 3 – 0    | San Marino | Bilino Polje, Zenica diváci: 8 500 rozhodčí: Alain Hamer (Lucembursko) |
| Bolić 46', 75', 82' | (Report) |            | Bilino Polje, Zenica diváci: 8 500 rozhodčí: Alain Hamer (Lucembursko) |

| 8. října 2005 20:45 |          |                 |                                                                                 |
| Belgie              | 0 – 2    | Španělsko       | King Baudouin Stadium, Brusel diváci: 40 300 rozhodčí: Ľuboš Micheľ (Slovensko) |
|                     | (Report) | Torres 56', 66' | King Baudouin Stadium, Brusel diváci: 40 300 rozhodčí: Ľuboš Micheľ (Slovensko) |

| 12. října 2005 20:30 |          |                                                            |                                                                             |
| San Marino           | 0 – 6    | Španělsko                                                  | Stadio Olimpico, Serravalle diváci: 3 426 rozhodčí: Florian Meyer (Německo) |
|                      | (Report) | López 1' Torres 11', 78', 89' (pen.) Sergio Ramos 31', 48' | Stadio Olimpico, Serravalle diváci: 3 426 rozhodčí: Florian Meyer (Německo) |

| 12. října 2005 20:30 |          |                     |                                                                                 |
| Srbsko a Černá Hora  | 1 – 0    | Bosna a Hercegovina | Stadion Crvena Zvezda, Bělehrad diváci: 46 305 rozhodčí: Kyros Vassaras (Řecko) |
| Kežman 7'            | (Report) |                     | Stadion Crvena Zvezda, Bělehrad diváci: 46 305 rozhodčí: Kyros Vassaras (Řecko) |

| 12. října 2005 21:30 |          |              |                                                                       |
| Litva                | 1 – 1    | Belgie       | Žalgiris Stadium, Vilnius diváci: 1 500 rozhodčí: Mike Riley (Anglie) |
| Deschacht 82' (vl.)  | (Report) | Geraerts 20' | Žalgiris Stadium, Vilnius diváci: 1 500 rozhodčí: Mike Riley (Anglie) |

## Střelci
| Pozice | Hráč               | Země                | Branky |
| ------ | ------------------ | ------------------- | ------ |
| 1      | Fernando Torres    | Španělsko           | 6      |
| 2      | Mateja Kežman      | Srbsko a Černá Hora | 5      |
| 3      | Elvir Bolić        | Bosna a Hercegovina | 4      |
| 3      | Zvonimir Vukić     | Srbsko a Černá Hora | 4      |
| 5      | Koen Daerden       | Belgie              | 3      |
| 5      | Timmy Simons       | Belgie              | 3      |
| 5      | Sergej Barbarez    | Bosna a Hercegovina | 3      |
| 5      | Edgaras Jankauskas | Litva               | 3      |
| 5      | Raúl González      | Španělsko           | 3      |